# 安德魯瓦河
安德魯瓦河（法語：Indrois，法語發音：[ɛ̃dʁwa]）是法國的河流，位於該國中部，屬於安德尔河的右支流，河道全長69公里，流域面積450平方公里，平均流量每秒2.29立方米，發源自维勒古安，河口處在安德尔河畔阿宰。

## 外部連結
- http://www.geoportail.fr （页面存档备份，存于）
- Sandre数据库中的安德魯瓦河